# Campagna Motors

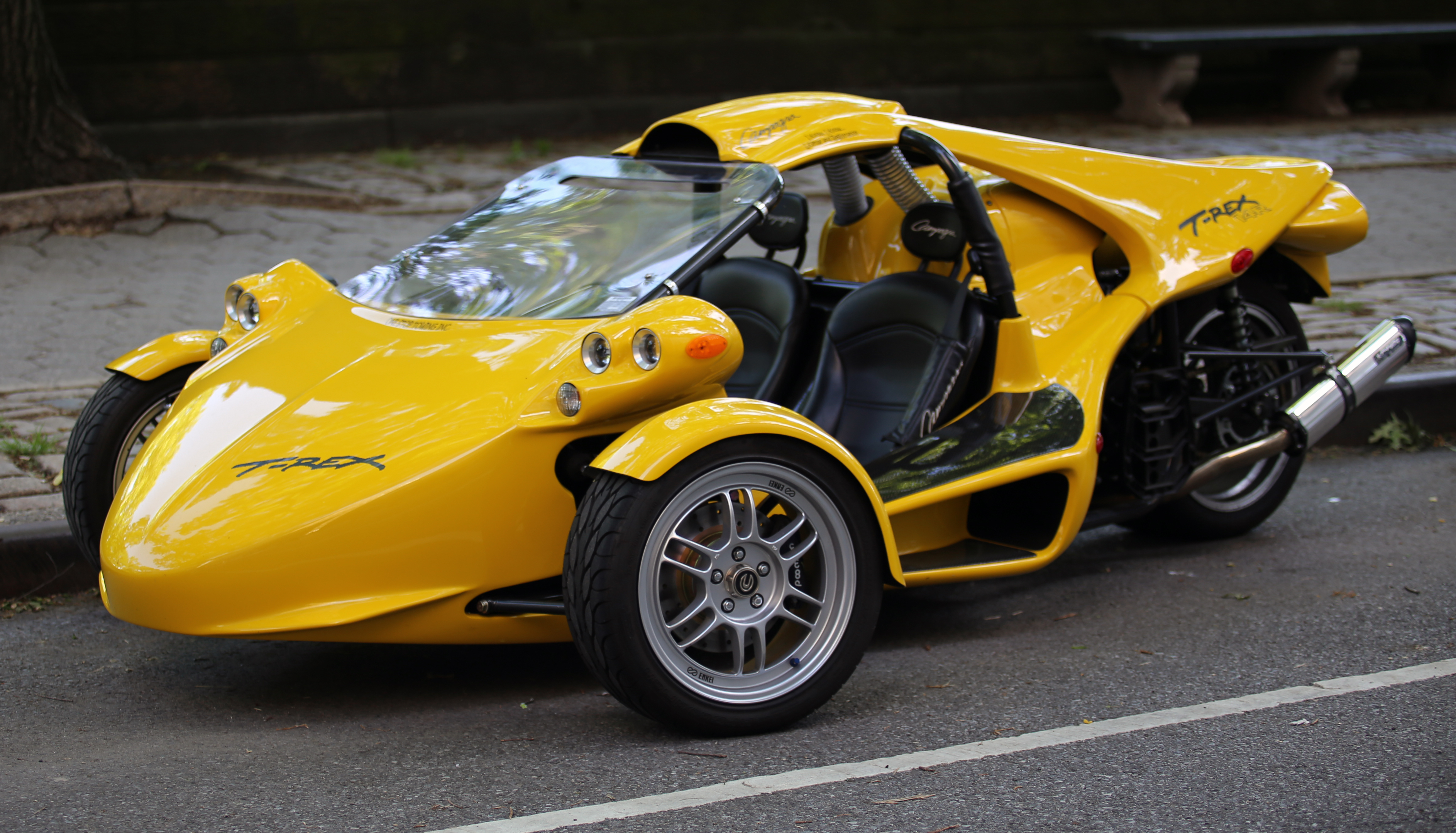
Campagna T-Rex

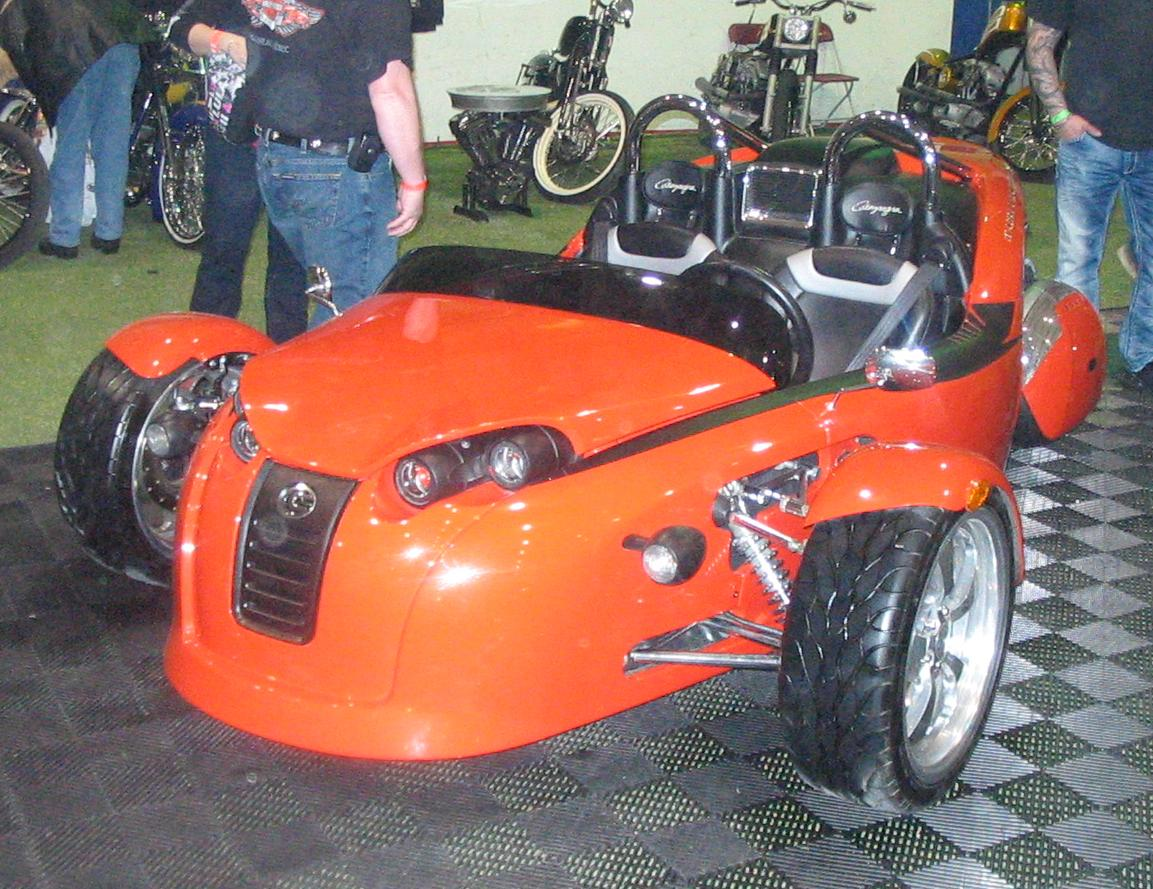
Campagna V 13 R

Campagna Motors ist ein kanadischer Hersteller von Automobilen.

## Unternehmensgeschichte
Das Unternehmen wurde 1988 oder 1990 in Boucherville gegründet. 1995 oder 1997 begann die Produktion von Automobilen. Der Markenname lautet Campagna.

## Fahrzeuge
Im Angebot stehen dreirädrige Sportwagen mit einzelnem Hinterrad. Genannt sind die Modelle T-Rex und V 13 R. Motoren von Motorrädern treiben die Fahrzeuge an.